# سوری‌ها در سوئد
سوری‌ها در سوئد (انگلیسی: Syrians in Sweden) شهروندان و ساکنان سوئد هستند که اصل و نسبشان در سوریه است.

## جمعیت‌شناسی

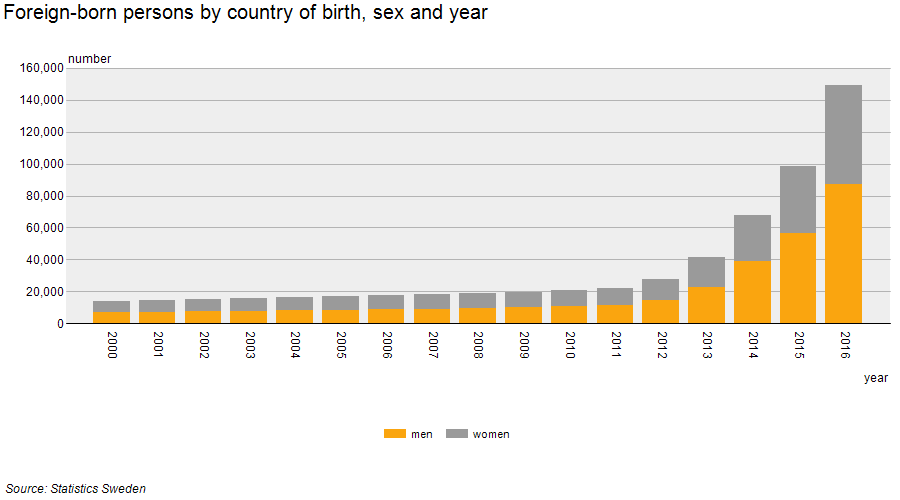
افراد متولد سوریه در سوئد براساس جنسیت، ۲۰۰۰ تا ۲۰۱۶ (آمار سوئد)

اکثر شهروندان سوری ساکن سوئد در پی آغاز جنگ داخلی سوریه در ۲۰۱۱ به عنوان پناهنده وارد سوئد شدند. طبق آمار سوئد، تا سال ۲۰۱۶، قریب به ۱۱۶٫۳۸۴ شهروند سوریه (۷۰٫۰۶۰ مرد و ۴۶٫۳۲۴ زن) در سوئد ساکن بودند. تقریباً ۱۸۰۰۰ مهاجری که متعاقباً به سوئد آمدند در بخش سودرتلیه زندگی می‌کنند. در ۲۰۱۶، حدود ۵٫۴۵۹ شهروند سوری (۲٫۸۰۳ مرد، ۲۶۵۶ زن) به عنوان پناهجو در سوئد ثبت نام کردند. در سال ۲۰۱۶ حدود ۳۹ مهاجرت ثبت شده از سوئد به سوریه وجود داشت.

## تحصیلات
در سال ۲۰۱۰، حدود ۱۸۹۲۲ دانشجوی عرب زبان به فراگیری زبان سوئدی که یک برنامه دولتی برای مهاجرین بود به تحصیل پرداختند. از میان این دانش پژوهان، ۳٫۸۸۴ نفر سال‌های تحصیلشان در کشور خود از صفر تا ۶ سال بود. ۳٫۳۸۳ نفر بین هفت تا نه سال و ۱۱٫۰۲۵ نفر ده سال در کشور خود تحصیل کرده بودند. در سال ۲۰۱۲، ۱۸٫۸۸۶ شاگرد عرب زبان، همچنین ۳٫۲۵۷ دانش آموز متولد سوریه در کلاسهای زبان سوئد ثبت نام کرده بودند.
در ۲۰۱۶، طبق آمار سوئد، ۳۵ درصد از افراد متولد سوریه بین ۲۵ تا ۶۴ ساله دارای تحصیلات ابتدایی و زیر متوسطه بودند (۳۷ درصد مردان، ۳۴ درصد زنان)، ۲۲ درصد دارای سطح تحصیلات متوسطه (۲۱ درصد مردان، ۲۳ درصد زنان)، و قریب به ۲۱درصد دارای تحصیلات تکمیلی کمتر از ۳ سال (۲۱ درصد مردان و ۲۲ درصد زنان)، و ۱۵درصد به تحصیلات پیش دانشگاهی ۳ سال یا بیشتر (۱۶درصد مردان، ۱۴درصد زنان) و ۶درصد هم در سطح تحصیلات ناشناخته (۶درصد مردان و ۷درصد زنان) قرار داشتند.

## استخدام
بر اساس آمار سوئد، در سال ۲۰۱۴، میزان اشتغال مهاجران سوری ۳۲ درصد بود.
طبق گفته مؤسسه اقتصاد کارگری سوئد، در ۲۰۱۴، افراد متولد سوریه که در سوئد زندگی می‌کنند، ۲۸درصد شهروندان به نسبت جمعیت به کار اشتغال داشتند. نرخ بیکاری نیز حدود ۱۴درصد بود.